# Alan Dershowitz
(Alan Dershowitz)
Alan Morton Dershowitz (New York, 1º settembre 1938) è un avvocato, giurista e opinionista statunitense.
Professore presso la facoltà di Giurisprudenza dell'Università di Harvard dall'età di 28 anni, fu all'epoca il più giovane accademico ad avere assunto la docenza presso tale istituzione; è internazionalmente noto per avere difeso in giudizio famosi imputati di crimini vari, nonché per avere ottenuto tredici assoluzioni, annullamenti e ribaltamenti in appello ("overturning") su quindici casi di omicidio.
Tra i casi giudiziari più famosi di cui Dershowitz si è occupato figurano il processo per tentato omicidio a carico di Claus von Bülow (1982) e quello per il Caso O. J. Simpson (1994); altre cause importanti in cui fu difensore riguardano la difesa della libertà d'espressione in un caso di pornografia (1976) nonché dei diritti degli animali (2002); inoltre si è espresso contro il diritto indiscriminato di possedere armi e contro il dettato del Secondo Emendamento della Costituzione degli Stati Uniti, da lui definito «anacronistico»; da attivista di origine ebraica ha accusato il cardinale polacco Józef Glemp di avere fomentato l'antisemitismo nel proprio Paese; in precedenza lo stesso Glemp era stato coinvolto in una causa per diffamazione intentatagli da un rabbino, patrocinato in giudizio proprio da Dershowitz.
Politicamente è un liberale centrista e un sionista. È stato un elettore registrato per i democratici fino al 2016, quando è divenuto indipendente, e ha ricevuto critiche di essersi spostato, in materia di politica estera e di terrorismo, su alcune posizioni conservatrici blande o neoconservatrici. Come giurista e commentatore ha anche sostenuto il presidente repubblicano Donald Trump in alcuni frangenti particolari dalla sua elezione nel 2016, avendo dei dissapori con l'ambiente legato ai democratici.
Dershowitz ha inoltre fatto parte per molti anni dell'American Civil Liberties Union (ACLU), associazione in origine apolitica e trasversale per la difesa delle libertà civili costituzionali, lasciandola e criticandola in seguito perché a suo dire troppo sbilanciata a sinistra e in favore del femminismo e del radicalismo, emarginando le posizioni di centro e i conservatori.

## Biografia
Nato nel 1938 a New York da famiglia ebrea ortodossa di origine polacca, crebbe nel borough di Brooklyn e studiò alla scuola talmudica "Marsha Stern" di Manhattan (anche nota come Yeshiva University). Suo padre Harry fu molto attivo nella comunità: fondatore di una sinagoga per giovani ebrei nel 1960, la diresse fino alla morte avvenuta nel 1984; suo fratello Nathan, invece, fu consigliere della Conferenza Ebraica Statunitense (American Jewish Congress).
Alan Dershowitz compì gli studi superiori al Brooklyn College e quelli universitari a Yale, della cui rivista giuridica divenne caporedattore dopo la laurea a pieni voti che lo consacrò primo assoluto del suo corso.
Dopo un'esperienza di assistente procuratore, alle dipendenze di un superiore da lui stesso definito in un'intervista del 2006 «al contempo il migliore e il peggiore che io abbia mai avuto» («una via di mezzo tra uno schiavista e una figura paterna»), cui Dershowitz attribuisce il merito di avergli insegnato come divenire un tutore dei diritti civili e un attivista ebraico, a 25 anni divenne professore associato presso la facoltà di Giurisprudenza dell'Università di Harvard e, a 28 anni, nel 1967, assunse la docenza, segnalandosi così come il più giovane cattedratico nella storia dell'istituto: nel corso della sua carriera universitaria ha insegnato diritto penale, psichiatria forense, diritto costituzionale e ha tenuto corsi e conferenze accademiche su diritti civili, diritto penale comparato nonché filosofia del diritto, argomento sul quale è autore di una serie di conferenze dal titolo cumulativo Thinking About Thinking .
All'attività accademica ha affiancato la libera professione: in tale veste si è occupato, fin dagli anni settanta, di casi-pilota riguardanti libertà d'espressione, diritti degli animali, discriminazione etnico-razziale; nonostante sia maggiormente noto per avere difeso imputati famosi coinvolti in casi di omicidio, le cause riguardanti tale fattispecie di reato sono, a tutto il 2009, solo 15, sulle oltre 100 nelle quali Dershowitz ha patrocinato in 35 anni di carriera.
Dershowitz è anche un regolare commentatore politico di attualità, in particolare su argomenti quali guerra al terrorismo, Israele, Palestina e il relativo conflitto (distinguendosi per la sua posizione favorevole al sionismo), ancora sui diritti civili e fatti politici nazionali.
Nel 2013 ha chiesto che venisse risparmiata la pena di morte a Džochar Carnaev, uno degli attentatori di Boston, poiché, di fronte al terrorismo, bisogna "scegliere la vita". Già nel 1970, l'avvocato di Harvard aveva argomentato che la pena capitale sarebbe incostituzionale, a norma dell'Ottavo emendamento.
Ha dichiarato che per etica professionale non difenderebbe mai membri della criminalità organizzata o latitanti contumaci.

### Vita privata
La prima moglie di Dershowitz fu Sue Barlach. Ha in seguito sposato Carolyn Cohen, psicologa, e ha tre figli, uno dei quali è avvocato presso la NBA, la Lega professionistica nordamericana di pallacanestro, sport che lo stesso Dershowitz praticò a livello universitario (si dichiara sostenitore dei Boston Celtics), e sul quale occasionalmente redige articoli a uso della stampa sportiva di Boston. Il figlio di Dershowitz, Jamin, sposò Barbara, cattolica, che era uno dei promotori del libro di Dershowitz The Vanishing American Jew, dedicato a loro e ai loro figli, che Dershowitz ha detto di considerare comunque ebrei a pieno titolo (sebbene la legge ebraica segua la discendenza matrilineare). Alan Dershowitz è un ebreo secolarizzato e si dichiara agnostico e scettico sia nei confronti della divinità sia dell'ateismo vero e proprio.

## Attività da avvocato

### Casi di omicidio e altri reati gravi
Si è occupato dei seguenti famosi casi, difendendo gli imputati e ottenendo i risultati citati dalle accuse riportate:
- O.J. Simpson (come consulente del collegio difensivo, composto da Robert Kardashian, F. Lee Bailey e dal principale legale di Simpson, Johnnie Cochran); duplice omicidio con uxoricidio, assoluzione
- Claus von Bülow; tentato uxoricidio della moglie Sunny iniettando insulina, condanna in primo grado a 30 anni, assoluzione in appello; si tratta del successo più celebre di Dershowitz, di cui era il principale legale; con la sua arringa e le consulenze degli esperti riuscì a convincere la giuria che si era trattato di overdose accidentale o tentato suicidio
- Raymond e Ricky Tison; "felony murder", condanna a morte in primo grado, annullata in appello
- Mike Tyson; stupro, diminuzione della pena
- Derek Rocco Barnabei (difesa assunta in extremis, solo poco prima dell'esecuzione, pro bono); omicidio e stupro, conferma della condanna a morte
- Patricia Hearst (con F. Lee Bailey); rapine e terrorismo, diminuzione della pena
- Jonathan Andrew Doody; nove omicidi nella strage, a scopo di rapina, nel tempio buddhista di Waddell (Arizona), due annullamenti del primo processo in doppio appello (condannato nuovamente a 281 di carcere in seguito, dopo l'annullamento degli appelli da parte della corte suprema)
- Louise Woodward (come parte del collegio difensivo); omicidio di secondo grado (ergastolo con condizionale dopo 15 anni) del bambino di 8 mesi che le era affidato come baby sitter (si trattava di una ragazza alla pari britannica) a causa della sindrome del bambino scosso; derubricato a omicidio colposo in appello (279 giorni di carcere); fu un altro celebre caso mediatico come Simpson e von Bülow
- Roman Polański (parte del collegio difensivo fino al 2014); violenza sessuale su minore (poi derubricato in rapporti sessuali con minore), processo mai celebrato per latitanza e reato non prescritto
- Gigi Jordan; omicidio colposo ("manslaughter" volontario) del figlio disabile tramite overdose di farmaci, condanna a 18 anni (derubricato da omicidio volontario di primo grado, la donna era convinta di salvare il figlio da abusi sessuali)
- Jeffrey Epstein; riduzione in schiavitù sessuale di una minorenne di 17 anni e rapporti sessuali con minori, ai danni di una prostituta, Virginia Roberts, condanna a 18 mesi di carcere tramite patteggiamento; Epstein è stato arrestato nuovamente nel 2019 ma si è tolto la vita in prigione
- Harvey Weinstein (membro del team legale, come consulente dell'avvocato Benjamin Brafman); accusa di violenza sessuale plurima e molestie sessuali plurime; Weinstein è stato condannato a diversi anni di carcere
- Donald Trump; processo per impeachment riguardo al Russiagate; archiviato dopo la sconfitta elettorale di Trump

### Cause per la libertà di espressione
Tra le prime cause famose di Dershowitz figura la difesa, nel 1976, dell'attore pornografico Harry Reems, denunciato per oscenità a seguito della sua interpretazione nel film La vera gola profonda (1972).

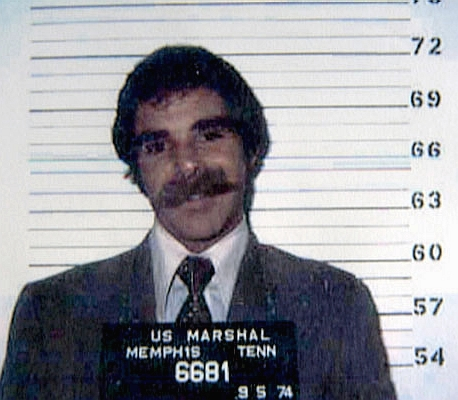
Harry Reems il giorno del suo arresto

Come argomenti a difesa di Reems Dershowitz sostenne che la censura contro la pornografia è contraria al Primo Emendamento della Costituzione, il quale proibisce espressamente al Congresso di emanare qualsivoglia legge limitativa della libertà di espressione in qualsiasi forma, compresa la stampa e di conseguenza ogni rappresentazione filmica e fotografica (al riguardo Dershowitz dichiarò, in un'intervista di quasi trent'anni dopo al New York Times, che lui non aveva mai visto il film, ma aggiunse anche che non aveva alcun bisogno di vederlo per rendersi conto che in ballo c'era un'importante questione come i diritti stabiliti dal Primo Emendamento): 
A seguire sostenne la non nocività della fruizione di materiale pornografico (opinione ribadita nella citata intervista, in cui disse anche che nel corso degli anni, a fronte della sempre maggiore disponibilità di film di tale genere, il numero di stupri è in costante declino). I giudici diedero ragione a Dershowitz, e Reems venne assolto da tutte le accuse.

#### Scontro con il femminismo radicale
La difesa di Reems costò a Dershowitz anche pesanti attacchi da parte di gruppi femministi: per esempio, nel corso di un dibattito del 1981 con la femminista radicale Andrea Dworkin, oppositrice della pornografia e anch'ella ebrea come il giurista, Dershowitz fu insultato per avere difeso coloro che le contestatrici chiamarono «i pornocrati»; alle incitazioni della Dworkin, che esortava all'azione diretta contro chi producesse e distribuisse materiale pornografico, Dershowitz ribatté che lui non difendeva la pornografia, ma il diritto di scegliere se leggere o visionare o meno materiale pornografico, e che lo stesso procuratore che aveva messo sotto accusa Reems era riuscito a bloccare l'uscita di un film a tema lesbico sostenuto dalla femministe; infine fece proprio l'assunto della femminista Gloria Steinem che una volta aveva sostenuto che «quel che emerge dalla lunga storia delle leggi anti-oscenità è che tali leggi sono state molto spesso invocate contro dissidenti politici e stili di vita alternativi», chiosando inoltre che «se chiunque avesse il potere di definire qualsivoglia cosa "pornografia" al fine di bandirla, tale definizione sarebbe usata anche contro Andrea Dworkin, contro di me e contro di voi che mi ascoltate; del resto il libro di Andrea Dworkin sarebbe attualmente (nel 1981) bandito in 180 Paesi del mondo. Dovete accontentarvi: se volete Dworkin, dovete tenervi anche la pornografia».

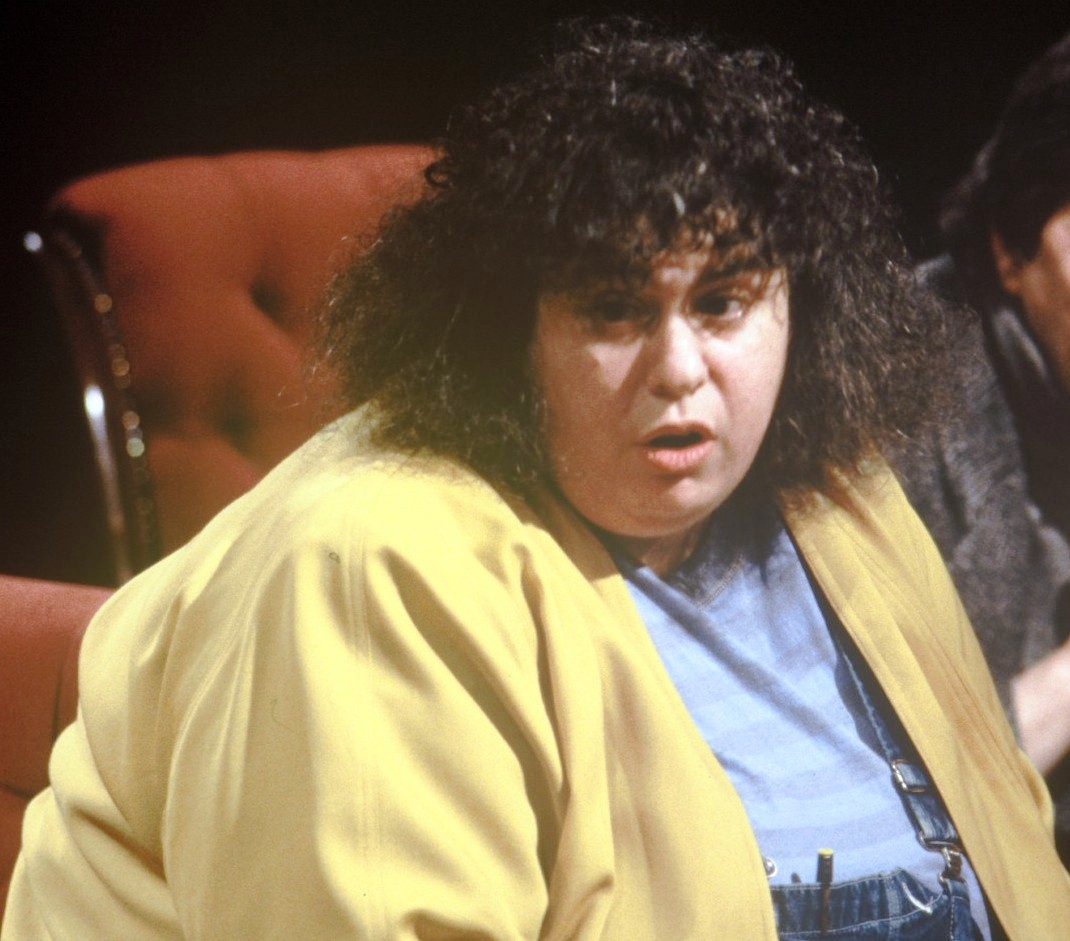
La femminista radicale Andrea Dworkin (1988)

Secondo la commentatrice Anita Diamant, che ricordava a 25 anni di distanza quel dibattito dalle colonne del Boston Phoenix, «la provocazione della Dworkin era culturale, mentre la replica di Dershowitz fu legale: i due non parlavano la stessa lingua»; la Diamant aggiunse anche che non fu, da parte di Dershowitz, una buona idea quella di sostenere che la condizione delle donne occidentali, dove la pornografia è libera, è generalmente migliore di coloro che vivono in Paesi dove la pornografia è bandita per legge, perché prestava il fianco alla contro-critica che metteva in luce le diseguaglianze sostanziali del mondo occidentale nei confronti delle donne in famiglia, in pubblico e nel lavoro: «si trattò del classico confronto tra il radicale e il liberale», concluse Anita Diamant, puntualizzando che il dibattito verteva su due punti inconciliabili, quello di chi voleva riformare l'intero sistema maschio-centrico e non si accontentava della generica condizione migliore della donna in Occidente, e quello di chi invece poneva al primo posto la libertà d'espressione, che doveva valere per tutti, femministe e pornografi compresi.

### Wikileaks
Ha collaborato alla formazione di un team di legali per difendere Julian Assange, il fondatore di WikiLeaks.

### Altre cause e controversie

#### Scontro con Billy Bulger
Una controversia che dura da molto tempo è quella contro l'ex presidente del Senato del Massachusetts e attualmente rettore dell'Università di tale Stato William "Billy" Bulger. La controversia dura dagli anni ottanta e riguarda sia la politica di Billy Bulger sia il ruolo che questi avrebbe avuto nell'ostacolare la giustizia a favore del fratello, il noto criminale mafioso latitante fino al 2011 James Bulger: sia l'FBI che il Congresso hanno più volte discusso il ruolo che il politico ha avuto nel permettere al fratello di sfuggire più volte alla giustizia;

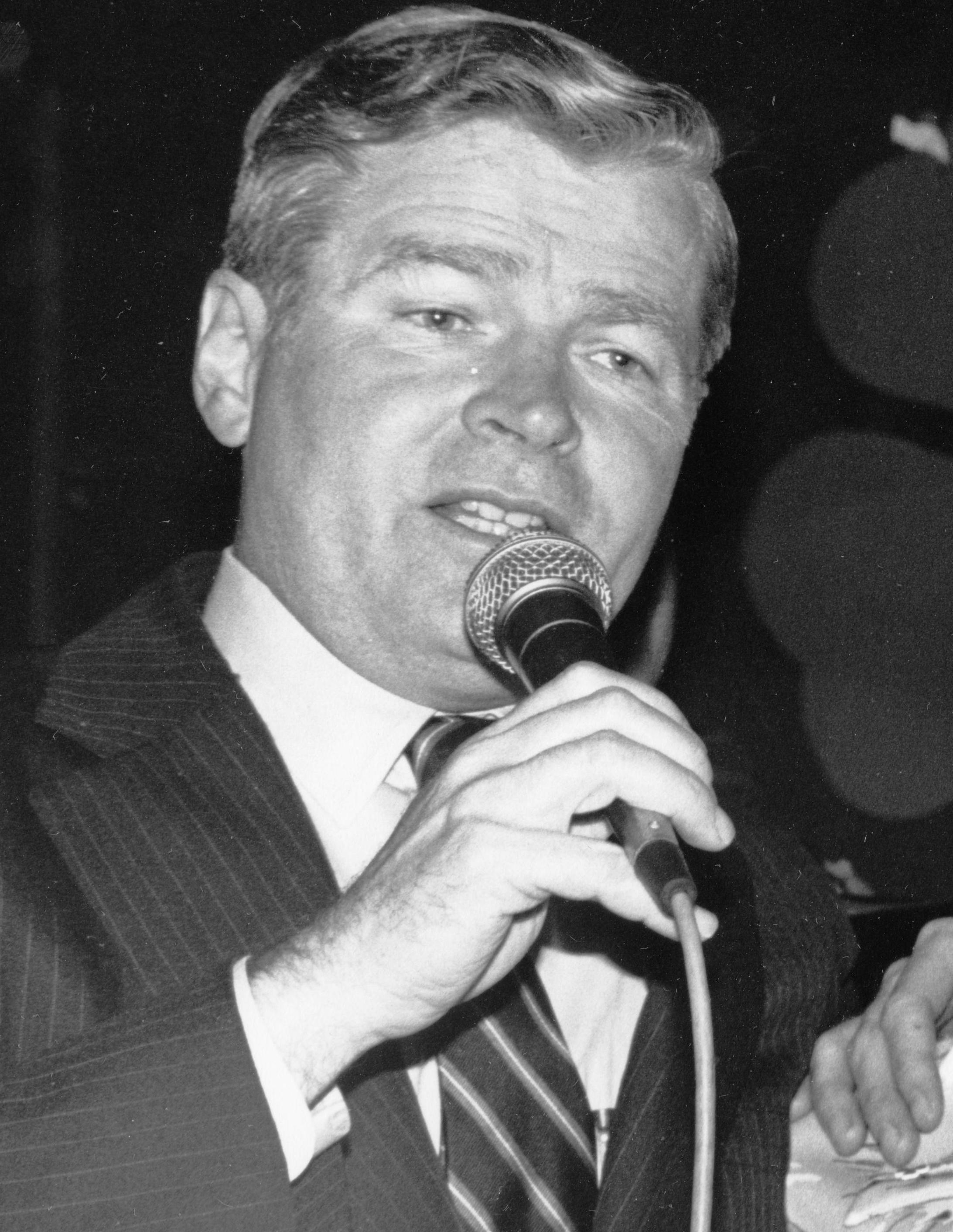
William Bulger

la pubblica ostilità tra Dershowitz e Bulger, comunque, ha origine dal ruolo che quest'ultimo ricopriva negli anni ottanta, quando fu nominato dall'allora governatore del Massachusetts Michael Dukakis assistente procuratore distrettuale: in un'occasione (1990) Bulger, cattolico di famiglia irlandese, per rispondere alle critiche di Dershowitz e del suo collega di Cambridge Harvey Silverglate, definì entrambi alla stregua di «Giacobbe, che rubò la primogenitura a Esaù per un piatto di lenticchie», aggiungendo che «gli avvocati ebrei sono furbi e manipolatori» e che «non hanno alcun senso morale»; Dershowitz osservò che Bulger ragionava in termini etnici e che, più che mostrare ostilità verso gli avvocati tali dichiarazioni erano un neanche troppo velato antisemitismo; a seguire, il giornalista Mike Barnicle, molto attivo in quegli anni nel prendere di mira tutti gli oppositori di Billy Bulger, in un articolo sul Boston Globe scrisse, a scopo diffamatorio, che in un'intervista di circa nove anni prima Dershowitz aveva espresso le sue preferenze sessuali per giovani donne asiatiche, «così sottomesse».
Dershowitz denunciò per diffamazione il Globe e Barnicle, e ritirò la denuncia solo dopo una transazione extragiudiziale di 75.000 dollari versati dall'editore del quotidiano.
Più recentemente, sempre a proposito di Bulger, il quale, appellandosi al Quinto Emendamento (che permette a qualsiasi cittadino di non rendere in giudizio dichiarazioni che potrebbero andare in danno a se stesso), aveva rifiutato di confermare le circostanze per le quali avrebbe avuto parte attiva nel permettere a suo fratello di sfuggire a un'intercettazione dell'FBI, Dershowitz osservò che questa condotta, se pure legalmente non sufficiente a incriminarlo, era sufficiente per espellerlo dall'ordine degli avvocati e per pretenderne le dimissioni da rettore dell'Università del Massachusetts.

#### Affermazioni su tortura e terrorismo
Una critica pesante contro Dershowitz riguardò le sue affermazioni sull'utilità dell'uso di forme di tortura (come alcune tecniche coercitive) nella guerra al terrorismo islamico; fece l'esempio di un terrorista certo che si rifiuti di rivelare l'ubicazione di una bomba già innescata: «Come questione morale, io sono categoricamente contrario alla tortura, senza eccezioni. Ma credo che ogni presidente dovrebbe prendere in considerazione la possibilità di torturare se si trova di fronte a una bomba a orologeria».

#### Contro l'antisemitismo
Dershowitz ha accusato pubblicamente il cardinale polacco Józef Glemp di avere fomentato l'antisemitismo nel proprio Paese in alcune dichiarazioni pubbliche e in un'omelia; in precedenza lo stesso Glemp era stato coinvolto in una causa per diffamazione intentatagli da un rabbino, e Dershowitz era stato il suo avvocato difensore nel processo.
Nel 2009 accusò il cardinale Óscar Rodríguez Maradiaga di antisemitismo, tacciandolo di abusare sistematicamente della locuzione the Jews ("gli ebrei"), e accusando appunto questa categoria, the Jews, di cospirare contro la Chiesa cattolica, di aver montato un caso mediatico sopra i casi giudiziari che hanno coinvolto numerosi ecclesiastici cattolici in vicende di pedofilia. Dershowitz obiettò come tale categoria collettiva, the Jews, non esista nella realtà se non negli incubi degli antisemiti stessi.

### Accuse di molestie sessuali e prese di posizione sui processi mediatici
Nell'ottobre 2014 Dershowitz si espresse contro le nuove procedure interne di Harvard che permettevano di espellere gli studenti di sesso maschile per una sola accusa di molestia sessuale da parte di studentesse, anche senza che essa fosse stata provata in giudizio: «Le nuove procedure ad Harvard sono state scritte da persone che pensano che la violenza sessuale è un crimine così grave che nemmeno l’innocenza è una difesa valida», disse il legale e docente dell'ateneo.

#### Caso Roberts-Epstein
Nel dicembre 2014 lo stesso Dershowitz e altre personalità celebri tra cui il principe Andrea, duca di York, furono denunciate ad un tribunale della Florida con l'accusa di avere partecipato ad attività sessuali con minori, sulla base della dichiarazione, prima anonima, di Virginia Roberts (in seguito coniugata Giuffre), una donna che fu abusata dall'età di 17 anni da Jeffrey Epstein, un cliente celebre di Dershowitz che in questo caso lo difese in tribunale ottenendo il patteggiamento della pena nel 2008. Il tribunale distrettuale respinse le accuse contro Dershowitz nell'aprile 2015, senza sanzionare per diffamazione e calunnia né Virginia Giuffre né i suoi legali, ritenendo che la dichiarazione d'innocenza e il rigetto della denuncia fossero sufficienti, suscitando il disappunto di Dershowitz che aveva controdenunciato gli accusatori. Nel 2018 Dershowitz ha dichiarato di avere le prove, in una registrazione su nastro, del fatto che la donna lo volesse incastrare per vendetta e per ottenere denaro. Dopo il suicidio di Epstein, Dershowitz ha dichiarato di essersi pentito di aver difeso il miliardario nel 2008. Nel 2022 il procedimento contro Dershowitz è stato archiviato in quanto Virginia Giuffre ha ritirato le accuse contro l'avvocato.

#### Brett Cavanaugh, Trump e femministe del#MeToo
In relazioni ad accuse fatte a Donald Trump (già sostenuto nel caso di tentato impeachment per il Russiagate e di cui ha affermato di voler difendere i diritti civili come avrebbe fatto con chiunque) e il giudice Brett Cavanaugh, ha risposto sarcasticamente ad una dichiarazione su Twitter della docente femminista Christine Fair dell'Università di Georgetown: 
(Alan Dershowitz)
Ha criticato il movimento #MeToo, come consulente del team legale di Harvey Weinstein, in quanto movimento secondo lui basato sul processo mediatico volto a distruggere extralegalmente l'avversario di turno senza prove.

## Cultura di massa
- Dal suo libro autobiografico Reversal of Fortune: Inside the von Bülow Case (1985) è stato tratto il film del 1990 Il mistero Von Bulow, in cui appare il personaggio del professor Dershowitz interpretato da Ron Silver.
- Ha interpretato il ruolo di sé stesso in alcune serie televisive come Spin City.

## Opere
- Terrorismo. Capire la minaccia, rispondere alla sfida, Carocci editore, 2003
- Rights from wrongs. Una teoria laica dell'origine dei diritti, 2005, Codice
- Dubbi ragionevoli. Il sistema della giustizia penale e il caso O.J. Simpson, Giuffrè, 2007
- Processo ai nemici di Israele. Critiche alle tesi di Jimmy Carter e ai detrattori che ostacolano il cammino verso la pace, Eurilink, 2009

### In inglese
- 1982: The Best Defense. ISBN 978-0-394-50736-1.
- 1985: Reversal of Fortune: Inside the von Bülow Case. ISBN 978-0-394-53903-4.
- 1988: Taking Liberties: A Decade of Hard Cases, Bad Laws, and Bum Raps. ISBN 978-0-8092-4616-8.
- 1991: Chutzpah. ISBN 978-0-316-18137-2.
- 1992: Contrary to Popular Opinion. ISBN 978-0-88687-701-9.
- 1994: The Advocate's Devil (fiction). ISBN 978-0-446-51759-1.
- 1994: The Abuse Excuse: And Other Cop-Outs, Sob Stories, and Evasions of Responsibility. ISBN 978-0-316-18135-8.
- 1997: The Vanishing American Jew: In Search of Jewish Identity for the Next Century. ISBN 978-0-316-18133-4.
- 1998: Sexual McCarthyism: Clinton, Starr, and the Emerging Constitutional Crisis. ISBN 978-0-465-01628-0.
- 1999: Just Revenge (fiction). ISBN 978-0-446-60871-8.
- 2000: The Genesis of Justice: Ten Stories of Biblical Injustice that Led to the Ten Commandments and Modern Law. Warner Books. ISBN 978-0-446-67677-9.
- 2001: Letters to a Young Lawyer. Basic Books. ISBN 978-0-465-01631-0.
- 2001: Supreme Injustice: How the High Court Hijacked Election 2000. Oxford University Press. ISBN 978-0-19-514827-5.
- 2002: Shouting Fire: Civil Liberties in a Turbulent Age. Little Brown. ISBN 978-0-316-18141-9.
- 2003: The Case for Israel. John Wiley & Sons. ISBN 978-0-471-46502-7
- 2003: America Declares Independence. John Wiley & Sons. ISBN 978-0-471-26482-8.
- 2004: America on Trial: Inside the Legal Battles That Transformed Our Nation. Warner Books. ISBN 978-0-446-52058-4.
- 2005: The Case for Peace: How the Arab-Israeli Conflict Can be Resolved. John Wiley & Sons. ISBN 978-0-471-74317-0); Template:PDFlink.
- 2006: Preemption: A Knife That Cuts Both Ways. W.W. Norton & Company. ISBN 978-0-393-06012-6.
- 2007: Blasphemy: How the Religious Right is Hijacking the Declaration of Independence. ISBN 978-0-470-08455-7.
- 2007: Finding Jefferson: A Lost Letter, a Remarkable Discovery, and the First Amendment in an Age of Terrorism. ISBN 978-0-470-16711-3.
- 2008: Is There a Right to Remain Silent?: Coercive Interrogation and the Fifth Amendment After 9/11. ISBN 978-0-19-530779-5.
- 2009: Mouth of Webster, Head of Clay essay in The Face in the Mirror: Writers Reflect on Their Dreams of Youth and the Reality of Age. ISBN 978-1-59102-752-2.
- 2009: The Case For Moral Clarity: Israel, Hamas and Gaza. ISBN 978-0-9661548-5-6.
- 2010: The Trials of Zion. ISBN 978-0-446-57673-4.
- 2013: Taking the Stand: My Life in the Law. ISBN 978-0307719270
- 2014: Terror Tunnels: The Case for Israel's Just War Against Hamas. ISBN 978-0795344312
- 2015: Abraham: The World's First (But Certainly Not Last) Jewish Lawyer (Jewish Encounters Series), ISBN 978-0795344312
- 2017: Trumped Up: How Criminalization of Political Differences Endangers Democracy, Bombardier Book, ISBN 978-1974617890
- 2018: The Case Against Impeaching Trump, Hot Books, ISBN 9781510742284

## Onorificenze
- Guggenheim Fellow (1979)
- William O. Douglas First Amendment Award dell'Anti-Defamation League (1983)
- Soviet Jewry Freedom Award dalla Russian Jewish Community Foundation (2007)
- Menachem Begin Award of Honor (2011)